# Валсорда (Тренто)
Валсорда је насеље у Италији у округу Тренто, региону Трентино-Јужни Тирол.
Према процени из 2011. у насељу је живело 126 становника. Насеље се налази на надморској висини од 558 м.